# صحافة الفيديو
صحافة الفيديو أو بالإنجليزية videojournalism هي أحد أشكال الصحافة، يقوم من خلالها الصحفيون بتصوير وتحرير وغالبًا تقديم مواد الفيديو التي يصورونها.

## الخلفية
ظهرت سابقة لصحافة الفيديو في الستينيات من القرن العشرين في الولايات المتحدة الأمريكية، حيث كان المحررون يقومون بكتابة وتصوير القصص الصحفية الخاصة بهم. وقد قارن مايكل روزينبلوم بين ظهور كاميرات الفيديو مع اختراع الكاميرا المحمولة في الثلاثينيات من القرن العشرين: فقد جعلت مكبات الأفلام البلاستيكية التصوير أمرًا مستقلاً عن الألواح والحوامل الثلاثية، ويحرر تقنية الفيديو الرقمية عن معدات التجمعات الإخبارية الإلكترونية (ENG) والإضاءة الصناعية واستديوهات التلفزيون بنفس الطريقة تقريبًا. وتتيح صحافة الفيديو لمصوري الفيديو الفرصة لتوثيق أي حدث أثناء وقوعه.
في بدايات التسعينيات من القرن العشرين، كانت قناة نيويورك الأولى أول من قام بتعيين صحفيي فيديو فقط. في منتصف التسعينيات من القرن العشرين، تبعت المحطات الخاصة في ألمانيا نفس نمط قناة نيويورك الأولى، وفي عام 1994، أصبحت القناة الإقليمية بايريشر روندفنك أول محطة بث عامة تتبع نفس المنهجية وتقوم بتعيين مجموعة من صحفيي الفيديو.
وفي عام 2001، بدأت بي بي سي في الانتقال إلى صحافة الفيديو في كل مكاتبها الإقليمية. ومنذ يونيو 2005، تم تدريب 600 فرد من الموظفين المدربين في بي بي سي ليكونوا صحفيي فيديو. وتشتمل كيانات البث الأخرى التي تستخدم حاليًا صحافة الفيديو صوت أمريكا وفيديو نيوز إنترناشونال. كما يبدو أنه أصبح انتشارًا كذلك بين الصحف، حيث توظف نيويورك تايمز وحدها 12 صحفي فيديو.
وتدعم جمعية الصحافة (المملكة المتحدة) برنامجًا تدريبيًا «يحول» الصحفيين الإقليميين إلى صحفيي فيديو، وقد تم تحويل أكثر من 100 صحفي منهم منذ مارس 2007.
وفي أستراليا، تستخدم العديد من الشبكات التجارية صحفيي الفيديو. وهي تشتمل على واي إي إن نيوز، وشبكة جولدن وست نتورك (GWN) وشبكة نتورك تن. وقد شهدت الشعبية المتزايدة في الأخبار المنشورة عبر الإنترنت ظهور صحفيي الفيديو من خلال فيرفاكس ونيوز ليميتد والقابضة للأخبار الأسترالية الغربية من أجل إنتاج محتويات فيديو لمواقع الويب الإخبارية الخاصة بهم.
وفي كندا، قامت شركة البث الكندية بعمل تحرك واسع النطاق من خلال تعيين صحفيي الفيديو (أو إعادة تدريب المراسلين أو المصورين الحاليين للقيام بوظائف متعددة) في أواخر التسعينيات من القرن العشرين. وفي أغلب الأحوال، تم تعيينهم في الغرف الإخبارية المحلية من أجل عمل الأخبار اليومية، كما هو معتاد مع الطواقم الكاملة من قبل. وفي البداية، كان هذا الإجراء يهدف إلى توفير النفقات.
وخلال عدة سنوات قليلة، مع ذلك، كان من الواضح أن ذلك لم يؤد إلى تحقيق نتائج جيدة إلا في حالات نادرة بسبب المواعيد الضيقة وافتراض أن صحفيي الفيديو يمكن أن يعملوا بنفس الطريقة وعلى نفس الروايات الإخبارية. وقد تم تقليص هذا الجهد مرة أخرى.
وقد اتضح أن الاستثناء يكمن في أن صحفيي الفيديو يعملون بشكل أكثر كصناع الأفلام الوثائقية المستقلين، باستخدام القدرة على التنقل للإنتاج الميداني الإلكتروني (EFP) وسهولة الوصول إلى القصص التي لا تكون مواعيد عملها ضيقة. ومن أمثلة ذلك صحفي الفيديو الذي حاز على الجوائز ساسا بتريسيك، الذي يعمل في نشرة الأخبار اليومية في سي بي سي، ذا ناشونال، ويقوم بعمل المراسلات منفردًا من مختلف أنحاء العالم. تارا ساتون هي صحفية فيديو أخرى قامت بالعمل مع العديد من المنافذ الإخبارية من العراق ومناطق الصراعات الأخرى وقد حازت على العديد من الجوائز الدولية. وقد قالت إن المعدات الصغيرة الخاصة بصحفي الفيديو تسمح لها بالتحرك وهي متخفية بشكل أكثر سهولة في المخاطر الشديدة الموجودة في العراق والوصول إلى الأماكن التي لا يمكن أن تصل إليها طواقم الأخبار التقليدية بدون أن تصبح مستهدفة.
وربما يكون صحفي الفيديو كيفين سايتس هو الأشهر بين من يمتلكون مواقع الويب الخاصة بهم في المنطقة الساخنة التي قضى بها عامًا من خلال الانتقال من حرب إلى الأخرى. وقد بدأ حياته كمصور تقليدي، إلا أنه انتقل إلى صحافة الفيديو.
وتوظف نيويورك تايمز 12 صحفي فيديو أتوا في الغالب من خلفيات تلفزيونية ووثائقية. وغالبًا ما تنتج وحدة الفيديو في صحيفة ذا تايمز وثائقيات لعرضها مع المطبوعات التي تظهر في الصحيفة.
وقد تم تأسيس ستوري هانتر في عام 2011 كشبكة عالمية لصحفيي الفيديو.

## الإيجابيات والسلبيات

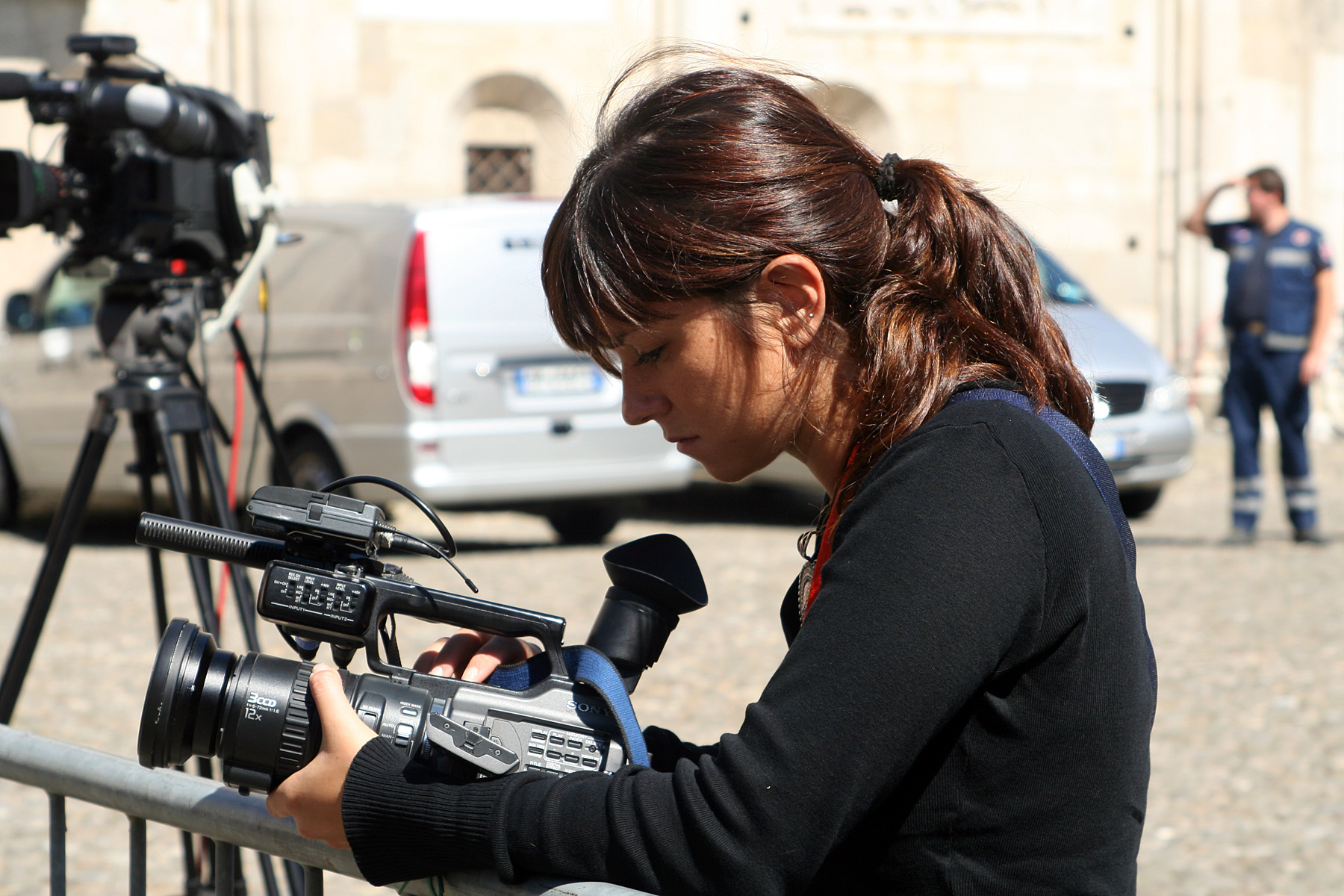
صحفي فيديو في إيطاليا.

يتزامن النمو في صحافة الفيديو مع التغييرات الحادثة في تقنيات الفيديو وتخفيض النفقات. وقد أصبحت الكاميرات ذات الجودة العالية ونظام التحرير غير الخطي (NLE) أصغر ومتاحة بأسعار أقل بكثير من الأسعار السابقة، وقد انتشر أسلوب مشغل الكاميرا المفرد.
يقول البعض إن صحفيي الفيديو يمكن أن يقتربوا من الرواية الصحفية، مع تجنب التخفي الذي قد يكون واجبًا مع طواقم التلفزيون. وبالإضافة إلى ذلك، أتاحت التكاليف المنخفضة للغاية ولادة العديد من الأفلام والمسلسلات التلفزيونية على نمط الأفلام السينيمائية الوثائقية. ويرى الآخرون هذا الأسلوب الإنتاجي على أنه تقليل من المهارات والجودة التي تعتمد على حوافز تقليل النفقات الإدارية لشبكات التلفزيون.
هناك انتقال تجاه العثور على توزيع مستقل لصحفيي الفيديو العاملين بالقطعة. ومن المشكلات المتعلقة بذلك مشكلة حقوق التأليف والنشر، التي يمكن الحصول عليها عندما تصر شركات ووكالات البث على امتلاك المقطع المصور بشكل كامل. وهناك صعوبة أخرى تتمثل في محاولة السعي للتوزيع بما يتجاوز التعاقدات المبرمة. وبشكل متزايد، فإن العديد من الشركات المتاحة على الإنترنت، مثل Beamups تمنح صحفيي الفيديو الفرصة للاحتفاظ بملكية الروايات التي يصورونها والبحث عن وسيلة توزيع عالمية.

## المصطلحات ذات الصلة
غالبًا ما يشار إلى صحفي الفيديو بالاختصار "VJ". ومن بين الألقاب الأخرى التي تطلق على نفس هذه الوظيفة أو على الوظائف المشابهة:
- صحفي فيديو مفرد[12]
- فريق الرجل الواحد أو "OMB"[13]
- صحفي الوسائط المتعددة أو "MMJ"[14]
- صحفي حقيبة الظهر[15]
- الصحفي المفرد أو "SoJo"[16]
- أفضل صحفي في عام 2010[17]